# Fornace Giordano
La fornace Giordano è un impianto industriale in disuso sito a Boves, in provincia di Cuneo.

## Storia
La fornace, ubicata lungo la strada Boves-Cuneo, fu fondata da Giuseppe Antonio Giordano prima del 1880, fu sviluppata dal figlio Giovanni Battista e nel 1910 dava lavoro a trenta operai.
La fornace produceva laterizi molto pregiati, rinomati nell'intera provincia grazie alla qualità della materia prima e alla grande abilità dei furnasin provenienti dalle frazioni limitrofe e in particolare da Fontanelle di Boves.
Il forno di tipo Hoffmann è costituito da un blocco edilizio ad un piano fuori terra, con una struttura muraria mista di pietre di fiume e mattoni, con una tipologia a sacco, di elevato spessore. All'interno si trova una galleria a pianta anulare ellittica, coperta da una volta a botte in mattoni a vista, in cui si organizzavano le camere di cottura e di raffreddamento del materiale, realizzate di solito con muretti provvisori di mattoni, alle quali si accedeva da ingressi esterni, tuttora esistenti e disposti a brevi intervalli lungo i fianchi. Sull'estradosso della volta si trovano i bocchettoni per la regolazione del calore.
Il forno è protetto da un porticato esterno, a due piani fuori terra, sostenuto da pilastri in mattoni a vista addossati al perimetro esterno della fornace, i quali sorreggono il tetto a due falde in legno. Dalla copertura fuoriesce la ciminiera circolare, in mattoni a vista, posta al centro della struttura. La fornace propone una soluzione architettonica arcaica nella muratura in pietra, ancora legata alla tecnica costruttiva rurale, e si caratterizza per il mantenimento dell'assetto architettonico originario a galleria anulare.
Il complesso è costituito, oltre che dal forno, dai porticati per il deposito dell'argilla e dalla cava di argilla, oggi trasformata in laghetto per la pesca sportiva.
L'attività della fornace durò fino al 1936, quando fu cessata dagli eredi della famiglia.
Attualmente la fornace verte in stato di abbandono, ma dal 2004 è vincolata dalla Soprintendenza per i beni architettonici e paesaggistici del Piemonte. Il suo riuso come deposito di legname, materiali e attrezzi agricoli ha garantito comunque la conservazione integrale delle sue strutture originarie, in grado di documentare le allora nuove tecniche di cottura a fuoco continuo.